# Saint-Hilaire-Luc
Saint-Hilaire-Luc är en kommun i departementet Corrèze i regionen Nouvelle-Aquitaine i de centrala delarna av Frankrike. Kommunen ligger  i kantonen Neuvic som tillhör arrondissementet Ussel. År 2022 hade Saint-Hilaire-Luc 65 invånare.

## Befolkningsutveckling
Antalet invånare i kommunen Saint-Hilaire-Luc
Referens:INSEE